# Edward Martyn
Edward Martyn (30 gennaio 1859 – 5 dicembre 1923) è stato un politico, attivista e drammaturgo irlandese, ultimo della ricca e cattolica famiglia Martyn di Tullira, una delle tribù di Galway.

## Biografia
Amico di William Butler Yeats e Lady Gregory con cui fondò il teatro letterario irlandese. Nel 1889, fondò con Yeats, The Abbey, che divenne un famoso teatro nazionale. 
Cugino e amico di George Moore (1852-1933), “prolifico romanziere, critico e polemista”. Il loro rapporto fu molto spesso conflittuale. 
Primo Presidente di Sinn Féin (1904-1908), il movimento del partito repubblicano, che fondò insieme ad Arthur Griffith. Si oppose violentemente al dominio britannico in Irlanda, e fu al centro di un caso giudiziario nel 1905, a causa di una osservazione spontanea in cui affermava che “Tutti gli irlandesi che si univano all'esercito inglese dovevano essere fustigati”.
Morì nel 1923, celibe e dopo aver donato il suo corpo alla scienza e fu sepolto su sua richiesta in una misera tomba. Era parente dell'artista e scultore ungherese Ferenc Martyn.